# (7177) 1990 TF
(7177) 1990 TF là một tiểu hành tinh vành đai chính. Nó được phát hiện bởi Robert H. McNaught ở Đài thiên văn Siding Spring ở Canberra, Australia, ngày 9 tháng 10 năm 1990.